# 배현경
배현경(裵玄慶, ? ~ 936)은 고려 개국공신 중 한 명이다. 시호는 무열(武烈)이다. 본래 궁예의 부하로서 병사로 시작하여 마군장군(馬軍將軍)이 되었다. 궁예가 개국할 때에 많은 역할을 하였으나, 그의 폭정이 심해지자 신숭겸, 복지겸, 홍유 등과 함께 왕건에게 거사를 권하여 그를 따라 궁예를 축출하고 고려를 건국하는 공을 세운다. 고려사에도 개국 4공신의 한 명으로 기록되어 있다. 경주 배씨의 시조

## 생애
배현경(裵玄慶)은 경주 사람으로, 초명은 백옥(白玉) 또는 백옥삼(白玉三, 白玉衫)이다. 고려 개국 원년에 고려 태조에게 배(裵)씨 성을 사성 받았으며, 현경(玄慶)이라는 이름을 사명받았다.
배현경은 태조가 사방을 정벌하는데 크게 전공을 세웠다. 담력이 보통 사람보다 특출하였으며 병졸 출신으로 누차 승진하여 벼슬이 대광(大匡)까지 이르렀다.
918년 음력 6월에 장군 홍술·백옥삼·삼능산·복사귀(이는 홍유·배현경·신숭겸·복지겸의 태봉 당시의 이름이다). 네 사람이 비밀히 모의하고 밤에 태조의 사제로 가서 말하기를
| “ | "지금 주상이 형벌을 남용하여 처자를 죽이고 신료를 주멸하니, 창생이 도탄에 빠져 부지할 수가 없습니다. 예로부터 [혼주:暗主(암주)]를 폐하고 명왕을 세우는 것은 천하의 대의입니다. 청컨대 공은 湯(王)[탕(왕)]·武(王)[무(왕)]의 일을 행하기 바랍니다" | ” |

라고 하였다.
태조가 안색을 고치며 거절하기를,
| “ | "내가 충성과 순직으로 자허하여 왔는데, 지금 [主上(주상)이](포학)하다고 하지만 감히 두 마음을 가질 수 없다. 대저 신하로서 임금을 교체하는 것을 혁명이라 하는데, 내가 실제 박덕으로서 어찌 감히 殷(은)·周(주)의 일을 본받을 수 있으랴" | ” |

하였다.
이에 여러 장수들이 말하기를,
| “ | "때는 두 번 오지 아니하므로, 만나기는 어렵고 잃기는 쉽습니다. 하늘이 주는 것을 취하지 않으면 도리어 그 벌을 받습니다. 지금 정사는 어지럽고 나라는 위태로운데, 백성들이 모두 웃사람 미워하기를 원수와 같이 합니다. 오늘날에 덕성이 공의 위에 있을 사람이 없습니다. 하물며, 왕창근이 얻은 경문이 저러한데, 어찌 칩복해 있다가 독부의 손에 죽을 것입니까" 하였다. 부인 유씨도 여러 장수들의 의논을 듣고 이에 태조에게 이르기를 "仁(인)으로써 不仁(불인)을 치는 것은 예로부터 그러합니다. 지금 여러 사람의 의논을 들으니 첩으로서도 분심이 일어나는데, 더구나 대장부에 있어서이겠습니까? 지금 여러 사람의 마음이 갑자기 변하는 것은 천명이 돌아왔기 때문입니다" | ” |

라며 손으로 갑옷을 들어 태조에게 올렸다. (고려사)
919년(고려 태조2년)에 도읍지를 송악으로 옮길 때 개주도찰사로서 새 도읍을 건설하였고, 궁예의 잔당을 소탕하는 데 공을 세워 대상행이조상서 겸 순군부령도총 병마대장(大相行吏曹尙書兼徇軍部令都統兵馬大將)에 이르렀다.
태조가 청주 사람 현률(玄律)을 순군 낭중(徇軍郞中)으로 임명하려고 하니 배현경과 신숭겸이 반대하여 말하기를
| “ | “지난날에 임춘길(林春吉)이 순군리(徇軍吏)로 있으면서 반란을 음모하다가 누설되어 사형을 당한 일이 있었는바 이것은 병권을 잡은 데다가 자기 고향인 것을 믿었기 때문입니다. 지금 또 현률을 순군 낭중으로 임명하시려는 데 대하여 저희들은 저으기 의혹하지 않을 수 없습니다.” | ” |

라고 하니 태조도 이 의견을 옳게 여기고 현률을 병부 낭중으로 고쳐 임명하였다.
936년(태조 19년) 병이 위독하니 태조가 그의 집으로 가서 손을 잡고 “아! 천명이로구나! 그대의 자손이 있으니 내 어찌 감히 잊겠느냐!”라고 말한 후 태조가 문을 나가자마자 배현경이 운명하였다. 그래서 왕은 행차를 멈추고 관비로써 장사를 치를 것을 명령한 후에 환궁하였다. 시호는 무열(武烈)이요 아들(子)은 은우(殷祐)이다.
994년(성종 13) 태사(太師)로 추증되어 태조 묘정(廟庭)에 배향되었으며, 995년(성종 15년)에 평산 태백성에 태사사를 세워 매년 봄, 가을에 향사한다.

## 배현경이 등장하는 작품

### TV 드라마
- 《태조 왕건》KBS (2000년~2002년), 배우:신동훈